# آبشار باو گلاسیر
آبشار باو گلاسیر (به انگلیسی: Bow Glacier Falls) آبشاری است که در کانادا واقع شده و ارتفاع کلی ریزشگاه آن ۴۱۰ فوت (۱۲۰ متر) است.